# Aphodius frater
Aphodius frater là một loài bọ cánh cứng trong họ Scarabaeidae. Loài này được Mulsant & Rey miêu tả khoa học năm 1869.